# CAGR
CAGR (англ. Compound annual growth rate) — сукупний середньорічний темп зростання. Виражається у відсотках і показує, на скільки відсотків за рік приростає параметр, що вивчається.
Основні переваги показника CAGR — простота його застосування та універсальність підходу.
Визначається за формулою:
{\displaystyle \mathrm {CAGR} (t_{0},t_{n})=\left({\frac {V(t_{n})}{V(t_{0})}}\right)^{\frac {1}{t_{n}-t_{0}}}-1}
де: {\displaystyle V(t_{0})} — початкове значення параметра, {\displaystyle V(t_{n})} — кінцеве значення параметра, {\displaystyle t_{n}-t_{0}} — кількість років.

## Застосування
- Розрахунок середньої прибутковості інвестиційних фондів
- Порівняння ефективності роботи інвестиційних консультантів
- Порівняння історичної прибутковості акцій, облігацій, вкладів.
- Прогнозування майбутніх значень з урахуванням низки даних.
- Аналіз поведінки різних бізнес-показників (продажу; частка ринку; витрати; продуктивність)